# 후타마타가와역
후타마타가와역(일본어: 二俣川駅、ふたまたがわえき)은 일본 가나가와현 요코하마시 아사히구에 있는 사가미 철도의 역이다. 역 번호는 SO10이다. 2017년 3월 18일 다이어 개정으로 현재는 소테쓰의 모든 정기 열차가 정차하는 역이기도 하다.

## 이용 가능 철도 노선
- 사가미 철도 - 역 번호 SO10
  -  본선
  -  이즈미노 선

## 역 구조
섬식 승강장 2면 4선의 지상역에서 교상 역사를 갖는다. 승강장은 1989년 5월까지는 섬식 승강장 2면 3선이었지만 증편을 위해서 개량 공사를 하는 가운데 1선을 증설하고 2면 4선으로 개수되었다. 그 외, 동쪽(요코하마 역 방향)에는 입환선이 2개 있고 본 역 회송 각역정차나 회송 열차가 사용되고 있다.
본선 운행상의 중심역 중 하나로 이즈미노 선으로 가는 열차와 접속이 된다. 분기역으로 오류 방지의 발차표가 충실한 것 외에 열차 발차 시의 신호가 야마토, 에비나 방면 행이 부저, 이즈미노 선 방면 행은 종이와 구분하여 사용되고 있으며, 역무원이 승강장에 종일 대기하는 환승 방송이나 승강장이 감시되고 있다. 승강장이 감시되는 이유 중 하나는, 승강객이 많음에도 전술한 것처럼 개량 공사로 열차 차장의 전망이 나빠졌다는 점이다.
개수 이전의 2면 3선 시대는 요코하마 역에서 급행이 본선 에비나 방면, 각역정차의 절반이 본 역 저녁, 절반이 이즈미노 선으로 직통하는 운용에서 1번 선을 본선 에비나 방면 행 열차(급,완행), 2번 선(3번 선과 선로를 공용)를 이즈미노 선 직통 열차(각역정차, 1번 선에서 발차)과 본 역도 메의 열차, 3번 선(2번 선과 선로를 공용)을 이즈미노 선 및 당역 시발의 요코하마 행 상행 열차(각역정차 4번 선에서 발차), 4번 선을 본선 에비나 방면(급,완행)에서 요코하마 행 상행 열차가 각각 사용했다. 1번 선에서는 두 방면의 열차가 발착하기 때문에 이즈미노 행이 도착할 때 오승 방지를 위한 벨을 명동으로 만들고 있었다.
교상 역사화는 1962년부터였지만 개량 공사에 맞추어 다시 새롭게 만들었으며, 2대째이다. 본 역사는 남북자유통로를 겸하고 있다. 교상 역사이지만, 남쪽은 대지의 구렁에 해당하기 때문에, 남쪽 출입구를 대합실에는 반대로 계단을 내려가는 형식으로 되어 있다. 배리어 프리로서는 대합실과 각 승강장을 연결하는 엘리베이터와 에스컬레이터를 설치하고 개찰 안팎에 다목적 화장실을 갖춘다. 또한, 남쪽 출입구 역전 광장(버스 로터리)에서 대합실로의 이동은 옛 그린그린 내에 있는 엘리베이터가 밤이나 이른 새벽 시간대를 제외하고 과거 이용할 수 있었지만, 이 시설의 완전 폐쇄에 따라 폐지되었다.
2008년 여름, 승강장의 천정부에 드라이 미스트 장치를 설치하고 승강장을 기화열에 의하여 시원하게 대처했다. 2009년 여름 이후에도 여름에 동일한 시책이 열리고 있다.

### 승강장
| 번호 | 노선        | 방향 | 행선                    | 비고          |
| ---- | ----------- | ---- | ----------------------- | ------------- |
| 1・2 | 본선        | 하행 | 야마토・에비나 방면     | 2번 선은 일부 |
| 2    | 이즈미노 선 | -    | 이즈미노・쇼난다이 방면 |               |
| 3・4 | 본선        | 상행 | 요코하마・JR직통선 방면 |               |

## 역 주변
- 가나가와 현 운전면허 시험장
- 가나가와 현 아사히 경찰서
- 가나가와 현립 공문서관
- 가나가와 현립 암 센터
- 가나가와 현 라이트 센터
- 가나가와 현립 후 타마 타가와 간호 복지 고등 학교
- 가나가와 현립 산업 기술 단기 대학교
- 요코하마 후지미오카 학원 중등 교육학교
- 요코하마 시립 후타마타가와 초등학교
- 요코하마 시립 나카자와 초등학교
- 돈 키호테 후타마타가와점
- 야마다 전기 텟크랑도 후타마타가와점
- 유니클로
- 요코하마 아사히 우체국
  - 유초 은행 요코하마 아사히점
- 요코하마 후타마타가와 우체국
- 미쓰비시도쿄UFJ은행 후타마타가와 지점
- 가나가와 신용 금고 후타마타가와 지점
- 후타마타가와 도큐 뉴 타운
- 어린이 자연 공원(통칭, 오이케 공원)
- 마키가하라 꼬마 동물원
- 요코하마 시립 마키가하라 중학교
- 요코하마 시립 미나미모토주쿠 초등학교
- 요코하마 시립 마키가하라 초등학교
- 세이유
- 요코하마 마키가하라 우체국
- 미쓰이스미토모 은행 후타마타가와 지점
- 마키가하라 주택지
- 사코야마 단지
- 가톨릭 후타마타가와 교회
- 국도 제16호선（호도가야 우회자동차 전용 도로）

## 역사
- 1926년 5월 12일: 영업 개시.
- 1944년: 전화. 이 때, 전원 공급의 관계에서 본 역을 기점으로 요코하마 측과 에비나 측의 가선의 전압이 달라 전차의 왕래가 할 수 없는 상태가 2년 정도 지속됨.
- 1964년 4월 28일: 교상 역사가 완성.
- 1970년 9월 25일: 미나미구치 역전 빌딩으로 "후타마타가와 그린그린" 개업.
- 1976년 4월 8일: 이즈미노 선 당역 ~ 이즈미노마의 개통에 따라 환승역이 됨.
- 1989년 5월 28일: 섬식 승강장 2면 3선에서 2면 4선으로 개량하여 입환선 신설. 이 공사로 역 구내를 흐르는 후타마타가와를 암거화.
- 1990년 7월 27일: 기타구치에 완성한 공동 건물 내에서 "소테쓰 라이프"(후타마타가와 라이프)가 개업.
- 1999년 3월: 역사 개량 공사 완성.
- 2014년 9월 30일: "후타마타가와 그린그린" 폐관.
- 2016년 12월 17일: 후타마타가와 역 남쪽 출입구 교통 광장 사용 개시.
- 2018년 4월 하순: "JOINUS TERRACE 후타마타가와" 오픈 예정.

## 사진

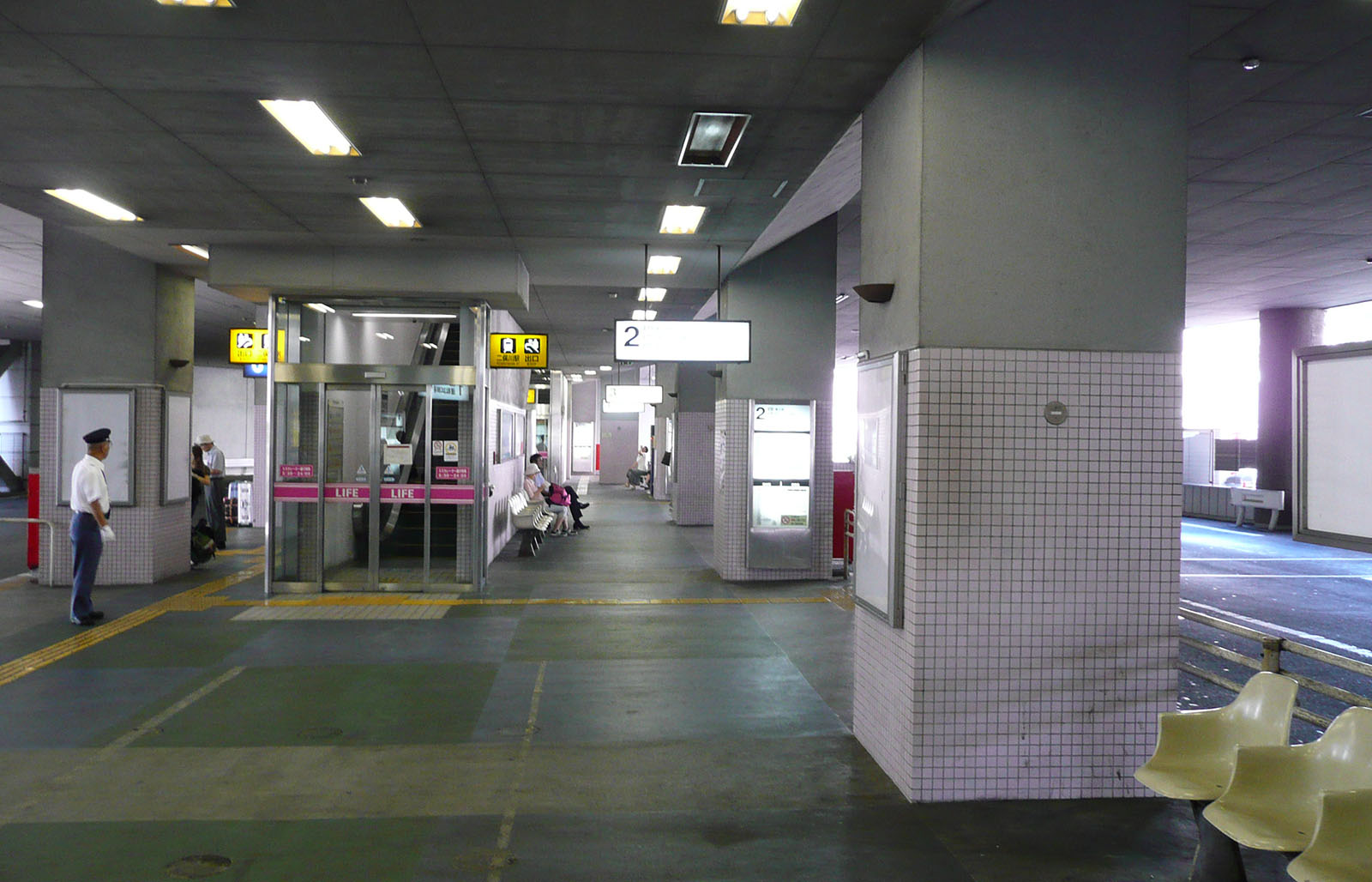
역 북쪽 버스 터미널
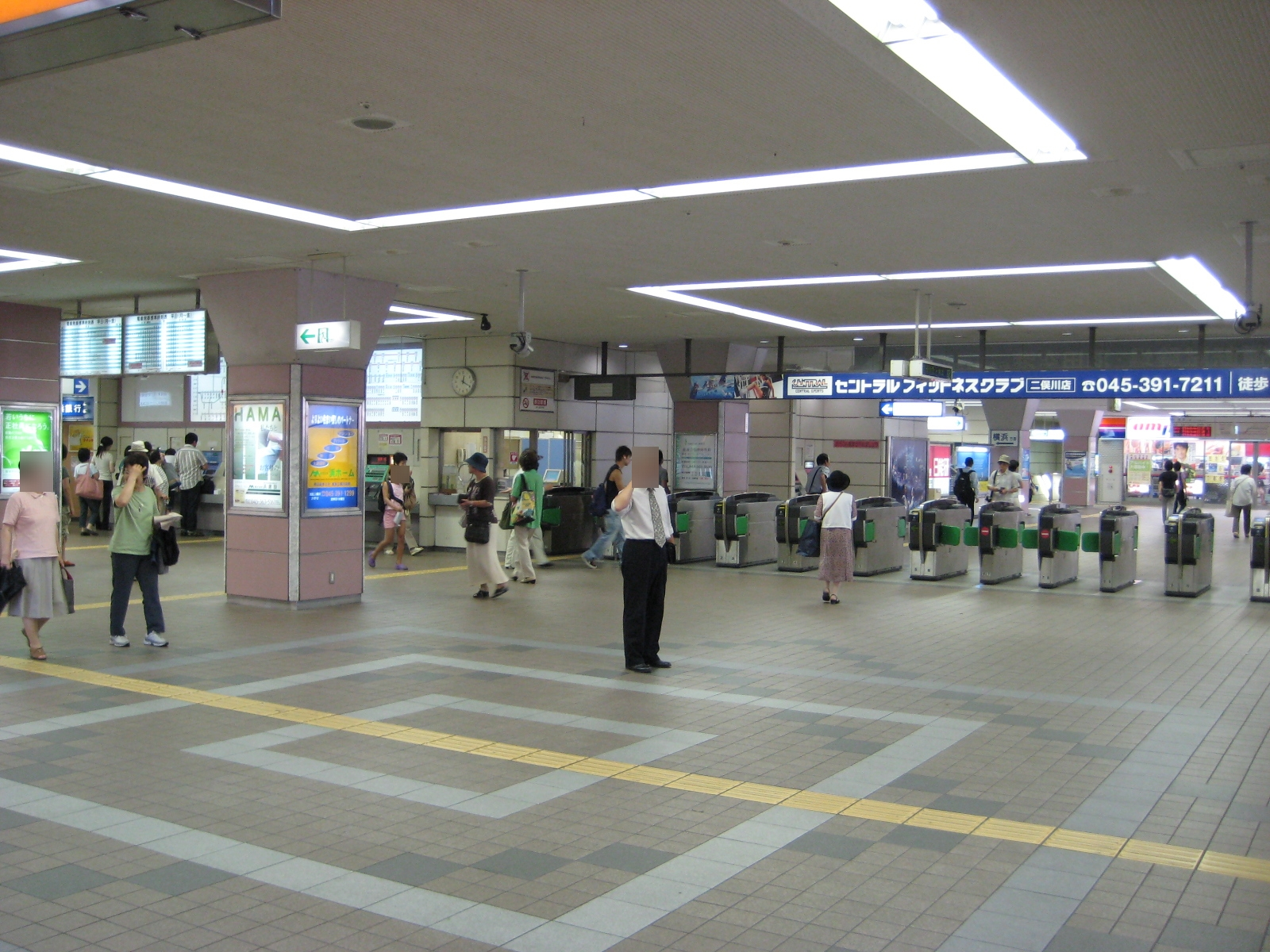
대합실
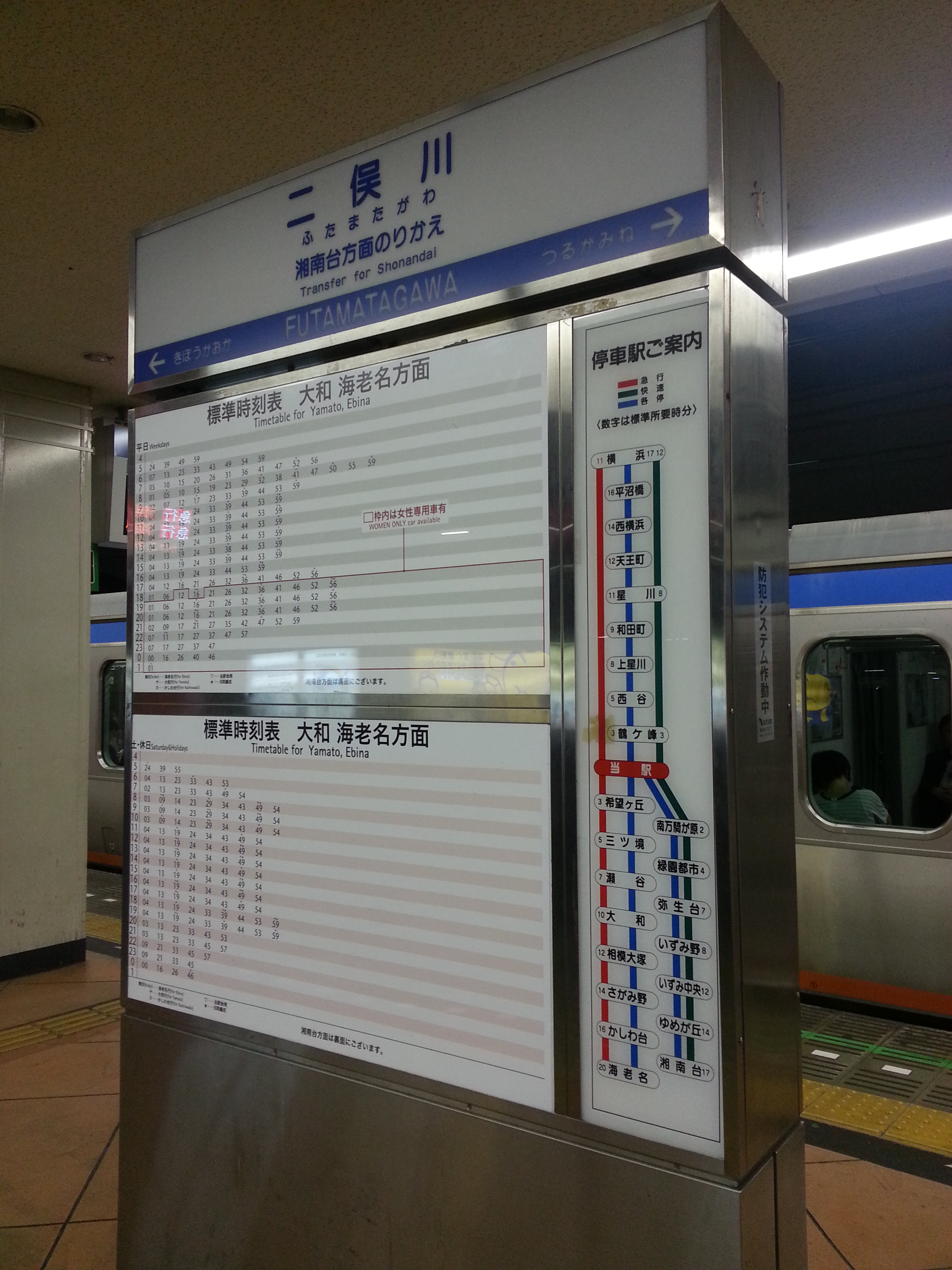
역명판

## 인접역
| 사가미 철도 본선              | 사가미 철도 본선  | 사가미 철도 본선                    |
| ----------------------------- | ----------------- | ----------------------------------- |
| SO01 요코하마 요코하마 방면   | ■ 특급            | 야마토 SO14 에비나 방면             |
| SO01 요코하마 요코하마 방면   | ■ 급행            | 기보가오카 SO11 에비나 방면         |
| SO09 쓰루가미네 요코하마 방면 | ■ 쾌속 ■ 각역정차 | 기보가오카 SO11 에비나 방면         |
| 사가미 철도 이즈미노 선       |                   |                                     |
| SO01 요코하마 요코하마 방면   | ■ 특급            | 이즈미노 SO34 쇼난다이 방면         |
| SO09 쓰루가미네 요코하마 방면 | ■ 쾌속 ■ 각역정차 | 미나미마키가하라 SO31 쇼난다이 방면 |